# 托爾角 (南喬治亞群島)
托爾角（英語：Tor Point），是南極洲的海岬，位於南喬治亞群島，處於昆伯蘭西灣的賈森港入口處東部，在1930年由英國探險隊繪入地圖和命名，由英國海外領土管轄。